# Polytoma uvella
Polytoma uvella là một loài tảo trong họ Chlamydomonadaceae, thuộc chi Polytoma.